# Orchestral Manoeuvres in the Dark
Orchestral Manoeuvres in the Dark ([ˌɔrˈkɛstrəl məˈnuːvə(ɹ)z ɪn ðə dɑː(ɹ)k] — рус. «Оркестровые манёвры в темноте») или OMD — британская синти-поп группа, созданная в 1978 году. Основатели группы — Энди МакКласки (вокал, бас-гитара) и Пол Хамфрис (клавиши, вокал). Также в состав группы на настоящий момент входят Мартин Купер (клавишные, саксофон) и Стюарт Кершоу (барабаны). 
Будучи одной из первых групп, начавших работать в жанре электронной музыки, в своём творчестве OMD сочетали эксперименты и дух минимализма с драйвом и эмоциональностью, присущими поп-музыке, что сделало группу одной из ключевых в развитии синти-поп-музыки. МакКласки и Хамфрис также ввели формат синти-дуэта в британскую поп-музыку. В США группа стала популярна в ходе так называемого Второго британского вторжения, произошедшего усилиями канала MTV.
В 1978-1979 годах, до создания OMD, МакКласки и Хамфрис были участниками группы The Id. В 1979 году они перезаписали песню "Electricity" в качестве дебютного сингла OMD. Несмотря на "некрутой" имидж и не всегда позитивные оценки музыкальных критиков, группа добилась успеха в Европе с антивоенной песней "Enola Gay", а также альбомом 1981 года Architecture & Morality и тремя синглами с него, ставшими хитами. Альбом 1983 года Dazzle Ships, хоть и был впоследствии оценён намного выше, был признан критикой слишком экспериментальным, подорвал позиции группы. Следующий альбоме группы, Junk Culture, ознаменовал переход к более "форматной" музыке, более подходящей для радиостанций и музыкальных телеканалов, и эта перемена в стиле привела к большому успеху в США и породила хиты, такие как If You Leave, прозвучавший в фильме 1986 года "Девушка в розовом". 
В 1989 году творческие разногласия привели к тому, что Хамфрис и другие участники группы создали сайд-проект — The Listening Pool, а МакКласки остался единственным из первого состава группы. МакКласки собрал новый состав, и в 1991 году группа выпустила альбом в жанре танцевальной поп-музыки Sugar Tax, синглы с которого стали хитами в Европе. Затем, по причине растущей популярности групп новых жанров, таких как гранж и брит-поп, участники группы ощутили, что их время прошло, и группа была распущена в 1996 году. Впоследствии МакКласки создал девичью группу Atomic Kitten, с которой он работал в качестве автора песен и продюсера, а Хамфрис создал группу Onetwo с вокалисткой немецкой группы Propaganda Клаудией Брюкен. 
В 2006 году группа воссоединилась. В новом творчестве МакКласки и Хамфрис решили творить в стиле, похожем на их раннее, более экспериментальное творчество. 
Мировые продажи альбомов группы составляют 40 миллионов копий. Группа четырнадцать раз занимала места в топ-20 UK Albums Chart, а их творчество в 20 веке принесло восемнадцать попаданий в топ-40 UK Singles Chart, а также четыре попадания в топ-40 US Billboard Hot 100. Как одна из самых влиятельных синти-поп групп в истории, OMD вдохновили множество артистов в разных жанрах и направлениях.

## История группы

### 1975–1979: Ранние годы
Основатели Энди МакКласки и Пол Хамфрис познакомились в начальной школе в Меолсе, Англия, в начале 1960-х годов. В середине 1970-х, будучи подростками, они участвовали в различных местных группах, но разделяли неприязнь к гитарному року с агрессивным имиджем, популярному среди их друзей в то время. К 1975 году МакКласки создал группу Equinox как басист и вокалист, вместе с одноклассником Малкольмом Холмсом на ударных (ставшим впоследствии барабанщиком классического состава OMD), в то время как Хамфрис был роуди. В это время МакКласки и Хамфрис открыли для себя электронный стиль, вдохновленный немецкой группой Kraftwerk. После распада Equinox МакКласки присоединился к Pegasus, а позже к недолго просуществовавшей группе Hitlerz Underpantz, в которой также играл Хамфрис. Обычно МакКласки пел и играл на бас-гитаре, а роуди и любитель электроники Хамфрис, разделявший любовь МакКласки к электронной музыке, переключился на клавишные.
В сентябре 1977 года в Уиррале МакКласки и Хамфрис собрали группу, состоявшую из семи участников (три вокалиста, два гитариста, басист, барабанщик и клавишник) из Уиррала под названием The Id, в состав которой вошли барабанщик Малкольм Холмс и девушка МакКласки, Джулия Нил, в качестве вокалистки. Группа регулярно выступала в пределах графства Мерсисайд с оригинальными композициями (в основном написанными МакКласки и Хамфрисом). Они пользовались определенной популярностью на местной сцене, и одна из их песен ("Julia's Song") была включена в сборник местных групп Street to Street – A Liverpool Album (1979). Тем временем Хамфрис и МакКласки сотрудничали в стороннем проекте VCL XI, название которого было заимствовано из схемы на обложке пятого студийного альбома Kraftwerk "Radio-Activity" (1975). Этот проект позволил им заниматься более экспериментальной электронной музыкой.
В августе 1978 года The Id распалась из-за творческих разногласий. В том же месяце МакКласки присоединился к уирральской электронной группе Dalek I Love You как вокалист, но покинул её в сентябре. Позже в этом же месяце он снова объединился с Хамфрисом, и их проект VCL XI был переименован в Orchestral Manoeuvres in the Dark (OMD). Название было взято из списка текстов песен и идей, записанных на стене в спальне МакКласки. Они выбрали такое название, чтобы их не приняли за панк-группу. Поскольку OMD планировали выступить только один раз, название казалось несущественным. Позже МакКласки признался, что сожалеет о выборе "такого глупого названия". Контрастные личности Хамфриса и МакКласки сформировали динамику группы, при этом Хамфрис говорил, что "два Пола ничего бы не добились, а два Энди убили бы друг друга". Они также описали свои роли в творчестве как "хирург" (Хамфрис) и "мясник" (МакКласки). Как представители рабочего класса, OMD имели ограниченный бюджет и использовали подержанные инструменты, включая левостороннюю бас-гитару (на которой МакКласки играл вверх ногами). Пара также создавала свои собственные устройства, причем Хамфрис собирал их, используя радиоприемники своей тети. В итоге они приобрели простой синтезатор Korg M-500 Micro Preset, купленный через каталог матери МакКласки за £7.76 в неделю, выплачиваемых в течение 36 недель.
OMD начали регулярно выступать дуэтом, используя фонограммы, воспроизводимые с помощью 4-дорожечного магнитофона TEAC, прозванного "Винстон" (в честь героя романа Джорджа Оруэлла "1984"). Их дебютное выступление состоялось в октябре 1978 года в клубе Eric's в Ливерпуле. Оказавшись на пороге новой волны в британской поп-музыке, они выпустили одиночный сингл "Electricity" на независимом лейбле Factory Records. Трек должен был быть спродюсирован продюсером Factory Records Мартином Ханнеттом, однако на стороне "А" оказалась оригинальная демоверсия группы, спродюсированная их другом Полом Коллистером, владельцем "Винстона" и вскоре менеджером группы, под псевдонимом Chester Valentino (взятым из названия ночного клуба Valentino's в Честере). Оформление сингла разработал Питер Сэвилл, чьи графические работы сыграли важную роль в имидже OMD в 1980-х годах. "Electricity" стал знаковым релизом в зарождающемся синти-поп-движении и привел к тому, что группа подписала контракт на семь альбомов с лейблом Dindisc, стоимостью более £250,000.
В 1979 году OMD были приглашены поддержать Гэри Ньюмана в его первом крупном британском турне. Хамфрис отметил: "[Ньюман] дал нам наш первый большой шанс. Он увидел, как мы открываем концерт Joy Division, и пригласил нас с ним в тур... Мы перешли от маленьких клубов к огромным аренам. Гэри был очень добр к нам." Вместе с Ньюманом OMD стали ключевыми фигурами в подъеме синти-попа. Позже, в 1993 году, Ньюман поддерживал OMD в их туре по британским аренам.

### 1980–1988: Классический состав
Вместо того чтобы арендовать студийное время для записи своего одноимённого дебютного альбома (1980), МакКласки и Хамфрис использовали авансовый платёж от Dindisc для создания собственной студии звукозаписи в Ливерпуле, названной Gramophone Suite. Они предполагали, что их вскоре выгонят с лейбла из-за разочаровывающих продаж, но, по крайней мере, у них осталась бы студия. Альбом представлял собой подборку песен, которые группа исполняла на концертах в то время, и включал партии ударных бывшего барабанщика Id Малкольма Холмса и саксофон бывшего участника Dalek I Love You Мартина Купера. Альбом имел сырой, попсовый, мелодичный синти-поп звук. Dindisc организовали перезапись песни «Messages» (продюсером стал басист Gong Майк Хоуэлетт) и выпустили её в качестве сингла — он стал первым хитом группы. Дейв Хьюз (ещё один выпускник Dalek I Love You), присоединившийся к OMD в 1980 году, появился в видеоклипе на «Messages». За этим последовало турне; в живых выступлениях к группе присоединился Малкольм Холмс на ударных, а Дейв Хьюз играл на синтезаторах. Хьюз покинул OMD в конце 1980 года.
Второй студийный альбом группы, Organisation (название отсылает к группе, предшествовавшую Kraftwerk, основанную оригинальными участниками Kraftwerk Флорианом Шнайдер-Эслебеном и Ральфом Хюттером), вышел позже в том же году. Он был записан как трио: Хамфрис, МакКласки и Холмс. Альбом снова продюсировал Хоуэлетт и он имел более мрачное, меланхоличное настроение, во многом вдохновлённое смертью вокалиста Joy Division и бывшего коллеги по лейблу Factory Иэна Кёртиса. Альбом включал антивоенный хит-сингл «Enola Gay», названный в честь самолёта, сбросившего атомную бомбу на Хиросиму. Песня изначально планировалась для включения в дебютный альбом, но не прошла финальный отбор. Турне в поддержку этого альбома проходило с составом группы, состоящим из четырёх человек: для игры на клавишных был приглашён Мартин Купер, который вскоре стал официальным участником группы. 
Состав МакКласки/Хамфрис/Купер/Холмс стал рассматриваться как «классический» состав группы. В начале 1981 года читатели Record Mirror назвали OMD четвёртой лучшей группой и восьмым лучшим концертным коллективом 1980 года; читатели NME и Sounds назвали группу восьмым и десятым лучшим новым коллективом года соответственно. В Smash Hits группа была признана пятой лучшей группой 1980 года и восьмым самым горячим новичком 1981 года.
Затем Хоуэлетт курировал запись ещё одного хита, «Souvenir», написанного Купером и Хамфрисом. Эта песня принесла группе изысканный хоровой электронный звук и стала на тот момент самым большим хитом OMD в Великобритании. Третий студийный альбом группы, Architecture & Morality, был выпущен в Великобритании и Европе в ноябре 1981 года и стал их самым коммерчески успешным альбомом. Группа записывала его в студии под руководством продюсера Ричарда Мэнуоринга. Купер временно покинул группу и был заменён Майком Дугласом, но к моменту выпуска альбома это изменение было отменено, и последовало турне. Звук альбома развил оригинальный синти-поп OMD, дополненный использованием Mellotron (инструмента, ассоциировавшегося с прогрессив-рок-группами), что добавило атмосферные элементы струнных, хоров и других звуков в их палитру. В альбом вошли ещё два хита, «Joan of Arc» и «Maid of Orleans» (который стал самым продаваемым синглом 1982 года в Германии). Обе песни изначально назывались «Joan of Arc»; название второго сингла было изменено на Maid of Orleans (The Waltz Joan of Arc) по настоянию издателей, чтобы избежать путаницы. Читатели Smash Hits проголосовали за OMD как за седьмую лучшую группу 1981 года, а читатели Record Mirror признали их восьмой лучшей группой (а также 10-м лучшим новым артистом) и третьим лучшим концертным коллективом года. Группа едва не распалась в 1982 году; МакКласки позже сказал: «Мы никогда не ожидали такого успеха, мы были вымотаны».
В 1983 году группа несколько потеряла коммерческий импульс, выпустив более экспериментальный четвёртый студийный альбом Dazzle Ships, продюсером которого стал Ретт Дэвис, наиболее известный своей работой с Roxy Music и Брайаном Ино. В записи сочетались меланхоличные синтезаторные баллады и энергичный синти-поп с musique concrète и коллажами с коротковолнового радио. Относительная неудача альбома вызвала кризис уверенности у Хамфриса и МакКласки и привела к намеренному переходу к более мейнстримному звучанию. Их следующий студийный альбом, Junk Culture 1984 года, стал сдвигом в сторону более попсового звука; группа использовала цифровые сэмплеры, такие как Fairlight CMI и E-mu Emulator. Альбом оказался успешным, подтвердив правильность нового направления. Сингл «Locomotion» вернул их в пятёрку лучших в Великобритании. Читатели Record Mirror назвали OMD восьмым лучшим концертным коллективом 1984 года.
В 1985 году группа расширилась до шести человек с добавлением братьев Грэма (гитара, клавишные, тромбон) и Нила Уэйров (клавишные, труба, бас-гитара), и выпустила шестой студийный альбом Crush, продюсированный Стивеном Хейгом в Париже и Нью-Йорке. Сессии были напряжёнными, и Хамфрис на время покинул группу. OMD уже успели стать значимой частью Второго британского вторжения в США, но добились своего первого хита в Billboard Hot 100 с песней «So in Love», которая заняла 26-е место. Это привело к некоторому успеху альбома Crush, который вошёл в американский Top 40. Позже в 1985 году группу попросили написать песню для фильма Джона Хьюза Pretty in Pink (1986). Они предложили «Goddess of Love», но финал фильма был переснят из-за негативной реакции тестовой аудитории. Тогда OMD написали «If You Leave» менее чем за 24 часа, и она стала хитом в первой пятёрке в США, Канаде и Новой Зеландии. Журналист Хьюго Линдгрен утверждал, что успех «If You Leave» скрывает от американской аудитории историю новаторской музыки группы.
В сентябре 1986 года тот же состав группы из шести участников выпустил свой седьмой студийный альбом The Pacific Age, но группа начала терять популярность в Великобритании как среди критиков, так и у публики. Первый сингл с альбома, «(Forever) Live and Die», стал хитом в десятке лучших по всей Европе и вошёл в топ-20 как в Великобритании, так и в США. 18 июня 1988 года OMD поддерживали Depeche Mode на концерте в Rose Bowl в Пасадене, Калифорния, где они выступили перед более чем 60 000 человек. Они также выпустили хит в топ-20 США «Dreaming» и успешный сборник лучших хитов The Best of OMD. Грэм и Нил Уэйры покинули группу в конце американского тура 1988 года.

### 1989–1996: Ведущая роль МакКласки и распад OMD
Клавишник и соучредитель Пол Хамфрис ушел в 1989 году.
Когда казалось, что OMD готовы закрепить свой успех в США, группа продолжала распадаться. Хамфрис покинул коллектив в 1989 году на фоне личных и творческих разногласий с МакКласки. Купер и Холмс затем ушли из OMD, чтобы присоединиться к Хамфрису в новой группе под названием The Listening Pool. МакКласки вспоминал: «Мы все соглашались, что что-то было не так. Как это исправить — вот где мы не сошлись во мнениях».
Остался только МакКласки, который по сути стал сольным артистом, выступающим под именем OMD. Его первый альбом под новой версией OMD — танцевально-попсовый студийный альбом Sugar Tax, вышедший в мае 1991 года и занявший третье место в британских чартах. Для записи Sugar Tax МакКласки привлек ливерпульских музыкантов из Raw Unlimited (Ллойд Масетт, Стюарт Кершоу, Натали Лоатс) в качестве соавторов; авторство песен было чётко разделено между теми, которые написаны OMD (то есть МакКласки), и теми, что написаны OMD/Кершоу/Масеттом. Эта версия группы оказалась первоначально успешной, выпустив такие хиты, как Sailing on the Seven Seas и Pandora's Box, а также менее успешные песни Call My Name и Then You Turn Away. В живых выступлениях МакКласки его группа состояла из Найджела Айпинсона (клавишные), Фила Коксона (клавишные) и Эйба Джукса (ударные) с конца 1990 года. По результатам опроса читателей Smash Hits OMD заняли шестое место среди лучших британских групп 1991 года.
Следующим студийным альбомом группы стал Liberator (1993), который погрузился ещё глубже в танцевальную музыку. Он занял 14-е место в чарте альбомов Великобритании. Ведущий сингл Stand Above Me достиг 21-го места в британских чартах, а следующий сингл Dream of Me занял 24-е место. Пол Хамфрис был указан как соавтор сингла Everyday (59-е место в британских чартах). Пятая композиция с альбома Liberator, Dream of Me, была основана на сэмпле из Love's Theme Оркестра Love Unlimited, песни, написанной и спродюсированной Барри Уайтом. Однако, чтобы выпустить трек в качестве сингла OMD, МакКласки пришлось согласиться на то, что из сингла уберут сам сэмпл Love's Theme, но при этом название останется Dream of Me (Based on Love's Theme), а авторство всё равно будет приписано Уайту.
В 1993 году МакКласки также внёс свой вклад в альбом Esperanto группы Elektric Music, проект бывшего участника Kraftwerk Карла Бартоса. МакКласки вернулся с меняющимся составом музыкантов для более органичного альбома Universal (1996), который включал две песни, написанные в соавторстве с Хамфрисом, а также песню, оставшуюся после работы над Esperanto, написанную совместно с Бартосом. Этот альбом подарил OMD первый за пять лет хит в Топ-20, Walking on the Milky Way.
Хотя и Liberator, и Universal принесли незначительные хиты, МакКласки решил завершить деятельность OMD в конце 1996 года, столкнувшись с падением общественного интереса на фоне популярности гранжа и брит-попа. Особое разочарование вызвал скромный коммерческий успех Walking on the Milky Way, на который, по словам МакКласки, он «потратил много сил», считая его «одной из лучших песен, которую мог бы написать». Однако трек не был включён в плейлист BBC Radio 1, и сеть магазинов Woolworths не стала продавать его. МакКласки сказал: «Я просто подумал: “К чёрту это, я не собираюсь биться головой о стену”». В 1998 году был выпущен второй альбом синглов вместе с EP, состоящим из ремиксов, сделанных такими исполнителями, как Sash! и Moby.
После 1996 года МакКласки решил сосредоточиться на написании песен для таких групп из Ливерпуля, как Atomic Kitten и Genie Queen, а также на продвижении новых артистов из Мерсисайда в своей студии звукозаписи Motor Museum. МакКласки, занявшийся другими проектами, а Хамфрис решил работать с новой музыкальной партнёршей Клаудией Брюккен (из ZTT-групп Propaganda и Act) под именем Onetwo. Также он провёл тур по США под названием «Paul Humphreys from OMD».

### 2006–2012: Воссоединение и возвращение с новыми релизами
Неожиданная просьба выступить на немецком телевизионном шоу привела к воссоединению группы. 1 января 2006 года МакКласки объявил о планах реформировать OMD в «классическом» составе: МакКласки, Хамфрис, Холмс и Купер. Первоначальный план заключался в том, чтобы устроить тур с альбомом Architecture & Morality и другим материалом до 1983 года, а затем записать новый студийный альбом, выпуск которого был запланирован на 2007 год. В мае 2007 года был переиздан ремастеринг альбома Architecture & Morality на CD вместе с DVD, на котором был концерт на Друри-Лейн в 1981 году, ранее доступный на VHS. В течение мая и июня группа отправилась в тур, начиная каждый концерт с перестановленного, но полностью исполненного альбома Architecture & Morality. Вторая половина каждого выступления включала в себя подборку самых известных хитов группы.
Весной 2008 года был выпущен концертный альбом и DVD тура 2007 года под названием OMD Live: Architecture & Morality & More, записанный в Hammersmith Apollo в Лондоне. Также было выпущено 25-летнее юбилейное переиздание альбома Dazzle Ships с шестью бонусными треками. Чтобы отметить это событие, группа отправилась в короткий юбилейный тур Messages 78-08 30th Anniversary Tour, на разогреве у них выступала группа China Crisis. В 2008 году группа включила кавер на хит Atomic Kitten 2001 года Whole Again (соавтором которого был МакКласки) в альбом Liverpool – The Number Ones Album, что стало первой студийной записью OMD за 12 лет.
В июне 2009 года в Ливерпуле состоялся оркестровый концерт с Королевским ливерпульским филармоническим оркестром; запись этого концерта была выпущена на DVD в декабре. Группа провела тур по аренам в ноябре и декабре, выступая на разогреве у Simple Minds в рамках их тура Graffiti Soul Tour. OMD выступали на фестивале Night of the Proms в декабре 2006 года в Германии, повторив выступление в Бельгии и Нидерландах в 2009 году. Группа была хедлайнером первого британского фестиваля Vintage Computer Festival, который прошёл в Национальном музее компьютерных технологий в июне 2010 года.
МакКласки вспоминал: «Как только мы снова отправились в тур, оставался только один опасный, но логичный следующий шаг: быть безумными настолько, чтобы рискнуть и сделать новую музыку. Этот процесс занял около трёх лет, так как мы понимали, что неудачный альбом подорвал бы все положительные результаты, которых мы достигли в ходе тура». Клавишник Pet Shop Boys Крис Лоу поддержал их возвращение в студию, заявив, что «миру нужно больше записей OMD». Одиннадцатый студийный альбом группы, History of Modern, был выпущен в сентябре 2010 года, заняв 28-е место в британских чартах альбомов и сопровождаемый европейским туром. Рецензии на альбом в целом были положительными.
28 сентября OMD выступили в качестве специального гостя на «первом концерте» The Buggles. В марте 2011 года группа провела свой первый тур по Северной Америке в «классическом» составе с 1988 года. В сентябре они выступили на фестивале Electric Picnic 2011 в Страдбэлли, Ирландия. В ноябре 2011 года OMD вернулись в студию и начали работу над своим следующим альбомом English Electric. 12 марта 2012 года группа выступила на концерте на Филиппинах в спорткомплексе Araneta Coliseum в Кесон-Сити. В августе OMD выступили перед южноафриканской аудиторией в Кейптауне и Йоханнесбурге.

### 2013–2019: Возвращение к популярности
«Быть участником Orchestral Manoeuvres in the Dark прямо сейчас — это настоящее благословение... Это как будто мне снова 19. Мы можем делать всё, что захотим». — Энди МакКласки
В 2013 году OMD выступили на фестивале Coachella в Индии, Калифорния, 14 и 21 апреля. Первый сингл с их предстоящего студийного альбома English Electric, Metroland, был выпущен 25 марта 2013 года. Альбом вышел в Великобритании 8 апреля и занял 12-е место в британских чартах и 10-е место в немецких чартах. Рецензии на альбом и концерты группы в основном были положительными. Специально для Record Store Day в 2013 году был выпущен ограниченный тираж 10-дюймовой пластинки под названием The Future Will Be Silent, тиражом 500 экземпляров. В него вошёл эксклюзивный, не вошедший в альбом трек Time Burns. Для Record Store Day 2015 года был выпущен ещё один ограниченный тираж — 10-дюймовый EP Julia's Song (Dub Version) с альбома Junk Culture, включавший эксклюзивный, не вошедший в альбом трек 10 to 1.
9 мая 2016 года OMD дали уникальный концерт в лондонском Royal Albert Hall, выступив перед аншлагом, исполнив альбомы Architecture & Morality и Dazzle Ships целиком, а также несколько других песен из своего раннего репертуара до 1983 года. Единственной песней, исполненной после 1983 года, стала History of Modern Part 1. Концерт был записан и выпущен на двойном CD сразу после шоу, также было выпущено тройное виниловое издание. Группа также сотрудничала с Гэри Барлоу, Тэроном Эджертоном и Хью Джекманом над песней OMD Thrill Me, написанной Барлоу и МакКласки для саундтрека к фильму 2015 года Эдди «Орел». Работа над их тринадцатым студийным альбомом The Punishment of Luxury началась в октябре 2015 года, и альбом был выпущен 1 сентября 2017 года, заняв 4-е место в британских чартах. В поддержку альбома OMD провели тур по Европе и Северной Америке, в ходе которого Стюарт Кершоу заменил Холмса в роли ударника группы из-за проблем со здоровьем у последнего.
В 2018 году OMD выпустили книгу Pretending to See the Future, которая представляет собой автобиографию, рассказанную от первого лица. Она сочетает в себе воспоминания фанатов с комментариями от МакКласки, Хамфриса, Купера, Холмса и Кершоу. Для тех, кто предзаказал книгу на сайте PledgeMusic, был выпущен лимитированный флекси-диск с ранее не издававшейся демо-версией песни Messages 1978 года.
В рамках празднования 40-летия OMD в 2019 году группа отправилась в тур по Великобритании и Европе. Коллектив получил награды в категориях «Группа года» и «Концерт года» на церемонии вручения премии Classic Pop Reader Awards 2019 года. Также был выпущен ретроспективный бокс-сет Souvenir. Юбилейное издание включает в себя сорок синглов группы, включая новый релиз под названием Don't Go. В него также вошли 22 ранее не издававшихся записи из архива группы, отобранные и сведённые Полом Хамфрисом. В издание вошли две аудиоверсии живых концертов (одна из 2011 года и одна из 2013 года), а также два DVD с записями двух концертов (Друри-Лейн 1981 года и Шеффилдский городской зал 1985 года), фильм Crush – The Movie и различные выступления на BBC TV, включая Top of the Pops, The Old Grey Whistle Test и Later... with Jools Holland.

### 2020–настоящее время
Во время локдауна, вызванного COVID-19 в марте 2020 года, МакКласки «вновь открыл для себя творческую силу скуки» и начал писать материал для следующего студийного альбома OMD. В мае 2020 года группа выпустила песню «Isolation», записанную в условиях самоизоляции. Это был неофициальный релиз, доступный только для онлайн-прослушивания и скачивания. В сентябре 2020 года OMD отметили своё 40-летие специальным онлайн-концертом, который был снят на студии без зрителей и транслировался для фанатов по всему миру. Группа исполнила множество хитов, включая «Enola Gay» и «Electricity», которые стали знаковыми для их творчества.
В 2021 году в честь 40-летия их альбома Architecture & Morality OMD провели ограниченное количество концертов, во время которых исполнили этот альбом полностью. Это турне было перенесено с 2020 года из-за пандемии, но, несмотря на задержки, концерты вызвали огромный интерес и были распроданы. В ходе тура коллектив подтвердил, что работает над новым материалом и намерен выпустить новый альбом в ближайшие пару лет.
OMD также по-прежнему принимают участие в крупных музыкальных фестивалях и выступают на ключевых площадках, таких как Royal Albert Hall в Лондоне и Лос-Анджелесский Greek Theatre. МакКласки и Хамфрис остаются основными двигателями группы, продолжая развивать их звучание и экспериментировать с новыми технологиями, сохраняя при этом характерное электропоп-звучание.
Группа также была признана и почтена за вклад в музыкальную индустрию. В 2021 году их песня «Enola Gay» была использована в саундтреке ко многим фильмам и сериалам, включая документальные работы, посвящённые холодной войне и её культурному влиянию на искусство. «Enola Gay» считается одним из важнейших антивоенных треков в популярной культуре, и её использование вновь подняло интерес к OMD среди молодых поколений.
В 2023 году OMD объявили о завершении работы над своим 14-м студийным альбомом, который получил название Bauhaus Staircase. Альбом был выпущен осенью 2023 года и был положительно воспринят критиками и поклонниками. Он сочетал в себе ретро-звучание, напоминающее ранние работы OMD, с современными электронными элементами, что помогло сохранить актуальность группы в XXI веке. Пластинка затрагивала темы искусства, технологического прогресса и будущего человечества — концепции, которые давно интересовали участников коллектива.
После выхода Bauhaus Staircase OMD отправились в мировой тур, который прошёл с аншлагами и охватил Европу, Северную Америку и Азию. Группа подтвердила, что, несмотря на все изменения в музыкальной индустрии, они продолжают находить новые пути выражения и оставаться востребованными среди старых и новых фанатов.
На 2024 год у OMD запланировано несколько крупных мероприятий, включая участие в главных музыкальных фестивалях и продолжение тура в поддержку нового альбома.

## Состав

### Текущий состав
- Энди Маккласки — вокал, бас-гитара, клавишные (1978—1996, 2005—наши дни)
- Пол Хамфрис — вокал, клавишные (1978—1989, 2005—наши дни)
- Мартин Купер — клавишные, саксофон (1980—1989, 2006—наши дни)
- Стюарт Кершо — ударные, пиано (1993, 2010, 2015—наши дни)

### Бывшие участники
- Дэйв Хьюз — клавишные (1979—1980)
- Малкольм Холмз — ударные (1980—1989, 2005—2013)
- Майк Дуглас — клавишные (1980—1981)
- Нил Уир — духовые, клавишные, бас-гитара (1984—1989)
- Грэм Уир — гитара, духовые, клавишные (1984—1989)
- Эйб Джукс — ударные (1991—1992)
- Найджел Иппинсон — клавишные (1991—1993)
- Фил Коксон — клавишные (1991—1993)

## Дискография

### Студийные альбомы
- Orchestral Manoeuvres in the Dark (1980)
- Organisation (1980)
- Architecture & Morality (1981)
- Dazzle Ships (1983)
- Junk Culture (1984)
- Crush (1985)
- The Pacific Age (1986)
- Sugar Tax (1991)
- Liberator (1993)
- Universal (1996)
- History of Modern (2010)
- English Electric (2013)
- The Punishment of Luxury (2017)
- Bauhaus Staircase (2023)

### Сборники
- The Best Of (1988)
- The OMD Singles OMD (1998)
- Peel Sessions 1979—1983 (2000)
- Navigation: The OMD B-Sides (2001)
- Messages: Greatest Hits (2008)

### Синглы
| Год  | Название                                  | Альбом                            | Место в чарте  | Место в чарте | Место в чарте | Место в чарте | Место в чарте | Место в чарте | Место в чарте | Место в чарте | Место в чарте  |
| Год  | Название                                  | Альбом                            | Великобритания | Австралия     | Канада        | ФРГ           | Ирландия      | Нидерланды    | Нов. Зел.     | U.S. Hot 100  | U.S. Данс плей |
| ---- | ----------------------------------------- | --------------------------------- | -------------- | ------------- | ------------- | ------------- | ------------- | ------------- | ------------- | ------------- | -------------- |
| 1979 | «Electricity» (издан дважды)              | Orchestral Manoeuvres in the Dark | -              | -             | -             | -             | -             | -             | -             | -             | -              |
| 1980 | «Red Frame/White Light»                   | Orchestral Manoeuvres in the Dark | 67             | -             | -             | -             | -             | -             | -             | -             | -              |
| 1980 | «Electricity» (третье издание)            | Orchestral Manoeuvres in the Dark | 99             | -             | -             | -             | -             | -             | -             | -             | -              |
| 1980 | «Messages»                                | Orchestral Manoeuvres in the Dark | 13             | -             | -             | -             | -             | -             | -             | -             | 67             |
| 1980 | «Enola Gay»                               | Organisation                      | 8              | 47            | -             | -             | 14            | -             | 31            | -             | 34             |
| 1981 | «Souvenir»                                | Architecture & Morality           | 3              | 57            | 6             | 39            | 9             | 38            | -             | -             | -              |
| 1981 | «Joan of Arc»                             | Architecture & Morality           | 5              | -             | 4             | -             | 13            | -             | -             | -             | -              |
| 1982 | «Maid of Orleans (The Waltz Joan of Arc)» | Architecture & Morality           | 4              | 78            | -             | 1             | 5             | 1             | 7             | -             | -              |
| 1983 | «Genetic Engineering»                     | Dazzle Ships                      | 20             | -             | -             | 20            | 11            | -             | -             | -             | -              |
| 1983 | «Telegraph»                               | Dazzle Ships                      | 42             | -             | -             | 39            | 28            | -             | -             | -             | -              |
| 1984 | «Locomotion»                              | Junk Culture                      | 5              | 30            | -             | 14            | 4             | 8             | 32            | -             | 61             |
| 1984 | «Talking Loud and Clear»                  | Junk Culture                      | 11             | -             | -             | 18            | 9             | 6             | -             | -             | -              |
| 1984 | «Tesla Girls»                             | Junk Culture                      | 21             | -             | -             | -             | 21            | 33            | -             | -             | -              |
| 1984 | «Never Turn Away»                         | Junk Culture                      | 70             | -             | -             | -             | 29            | -             | -             | -             | -              |
| 1985 | «So in Love»                              | Crush                             | 27             | 56            | -             | 18            | 13            | 12            | -             | 26            | 16             |
| 1985 | «Secret»                                  | Crush                             | 34             | -             | 31            | 25            | 24            | -             | -             | 63            | -              |
| 1985 | «La Femme Accident»                       | Crush                             | 42             | -             | -             | -             | -             | 49            | -             | -             | -              |
| 1986 | «If You Leave»                            | Девушка в розовом                 | 48             | 15            | 5             | -             | -             | -             | 5             | 4             | -              |
| 1986 | «(Forever) Live and Die»                  | The Pacific Age                   | 11             | 19            | 10            | 8             | 13            | 5             | 14            | 19            | -              |
| 1986 | «We Love You»                             | The Pacific Age                   | 54             | 18            | -             | -             | -             | -             | 26            | -             | 16             |
| 1987 | «Shame»                                   | The Pacific Age                   | 52             | -             | -             | -             | -             | -             | -             | -             | -              |
| 1988 | «Dreaming»                                | The Best of OMD                   | 50             | 33            | 22            | 26            | -             | -             | 37            | 16            | 6              |
| 1988 | «Brides of Frankenstein» (club promo)     | —                                 | -              | -             | -             | -             | -             | -             | -             | -             | 7              |
| 1991 | «Sailing on the Seven Seas»               | Sugar Tax                         | 3              | -             | -             | 9             | 5             | -             | -             | -             | 9              |
| 1991 | «Pandora’s Box (It’s a Long, Long Way)»   | Sugar Tax                         | 7              | -             | -             | 11            | 19            | -             | -             | -             | 11             |
| 1991 | «Then You Turn Away»                      | Sugar Tax                         | 50             | -             | -             | 56            | -             | -             | -             | -             | -              |
| 1991 | «Call My Name»                            | Sugar Tax                         | 50             | -             | -             | 28            | -             | -             | -             | -             | -              |
| 1993 | «Stand Above Me»                          | Liberator                         | 21             | -             | -             | 33            | -             | -             | 39            | -             | 6              |
| 1993 | «Dream of Me (Based on Love’s Theme)»     | Liberator                         | 24             | -             | -             | 53            | -             | 22            | -             | -             | -              |
| 1993 | «Everyday»                                | Liberator                         | 59             | -             | -             | 60            | -             | -             | -             | -             | -              |
| 1996 | «Walking on the Milky Way»                | Universal                         | 17             | -             | -             | 53            | -             | -             | -             | -             | -              |
| 1996 | «Universal»                               | Universal                         | 55             | -             | -             | -             | -             | -             | -             | -             | -              |
| 2010 | «If You Want It»                          | History of Modern                 | 176            | -             | -             | 49            | -             | -             | -             | -             | -              |
| 2010 | «Sister Marie Says»                       | History of Modern                 | 169            | -             | -             | -             | -             | -             | -             | -             | -              |
| 2010 | «History of Modern Pt.1»                  | History of Modern                 | -              | -             | -             | -             | -             | -             | -             | -             | -              |
| 2013 | «Metroland»                               | English Electric                  | -              | -             | -             | -             | -             | -             | -             | -             | -              |

Ссылки
- Steven Grant / Ira Robbins / Brad Reno. ORCHESTRAL MANOEUVRES IN THE DARK. www.trouserpress.com. Дата обращения: 4 декабря 2012. Архивировано из оригинала 4 декабря 2012 года.